# Dreamshift
Dreamshift ist eine deutsche Ein-Mann-Post-Black-Metal-Band mit Frank Riegler aus Bamberg.
Die Band hat 2017/2018 zwei Alben veröffentlicht: Seconds bei STF Records und über das chinesische Underground-Label Pest Productions Colors of the Mind, eine Split-CD mit Beteiligungen von Marunata, Dreamshift, Ghâsh und A Light in the Dark. Musikalisch ließ sich der Sound auf Seconds auf den ersten Eindruck mit den ersten Graveworm-Alben vergleichen. Der „Post Black Metal“ „aus zweiter Hand“ soll für „anspruchslose Fans von Harakiri For The Sky, Heretoir, Außerwelt oder - um hinüber in die Vereinigten Staaten zu schielen - Ghost Bath“ sein. Das Album erhielt auch ein Review in Ausgabe 367 vom Rock Hard.

## Diskografie
- 2017: Seconds (STF Records)
- 2018: Colors of the Mind (Split mit Marunata, A Light in the Dark und Ghâsh, Pest Productions)